# 津輕濱名站
津輕濱名站（日语：／ Tsugaru-hamana eki */?）是一由東日本旅客鐵道（JR東日本）所管理的鐵路車站，位於日本青森縣東津輕郡今別町，是JR東日本津輕線的車站，平日只提供五班普通列車服務。

## 車站結構
為簡易車站模式，只在末端月台近今別方向設置一座候車室。

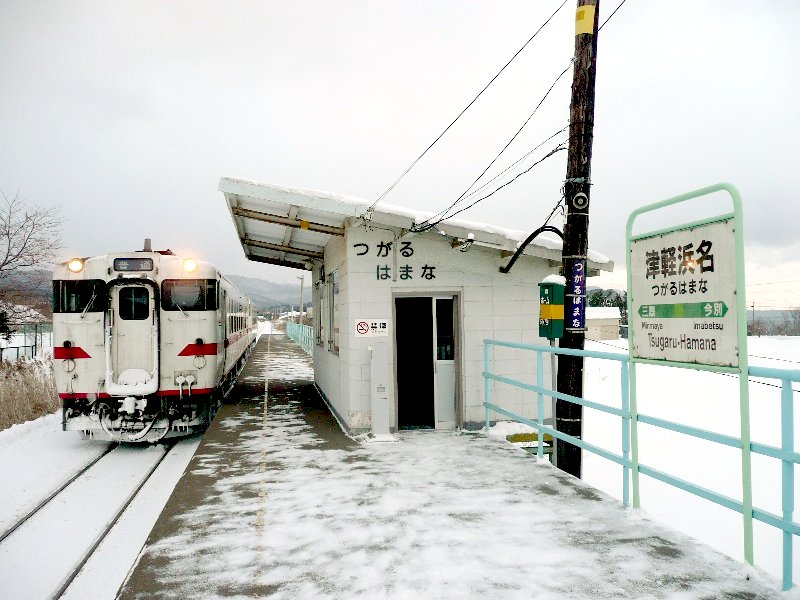
車站月台、候車室及剛到站的上行普通列車。攝於2008年1月。

只設有側式月台1個，有效長度為2輛。月台暨車站出入口末端近今別方向，與候車至相隣，且只設有階級上落。下行往三廄方向時，列車為右側上落；上行往蟹田方向則為左側上落。

## 歷史
- 1960年12月10日：開業。
- 1987年4月1日：伴隨日本國鐵分割民營化，車站的營運改由JR東日本繼承。
- 2019年：

- 4月29日：新中小國號誌站與三廄車站間路段啟用调度集中系统（CTC）。
- 6月1日：隨著三廄車站不再設站長，並從直營站降為無人站，本站改由青森車站管理。

- 2022年8月3日：受豪雨令部份路段受到破壞，蟹田～三廄列車服務暫停，改以代行巴士及社區的士暫代[2][3]。

## 相鄰車站
東日本旅客鐵道
■津輕線
今別－津輕濱名－三廄

## 外部連結
- 津輕濱名站（JR東日本） （页面存档备份，存于）（日語）